# Polyacanthia
Polyacanthia är ett släkte av skalbaggar. Polyacanthia ingår i familjen långhorningar.
Kladogram enligt Catalogue of Life:
| Polyacanthia | \| \| Polyacanthia flavipes \| \| \| \| \| \| Polyacanthia fonscolombei \| \| \| \| \| \| Polyacanthia strandi \| \| \| \| |
|              | \| \| Polyacanthia flavipes \| \| \| \| \| \| Polyacanthia fonscolombei \| \| \| \| \| \| Polyacanthia strandi \| \| \| \| |
|              | Polyacanthia flavipes |
|              | |
|              | Polyacanthia fonscolombei                                                                                                  |
|              | |
|              | Polyacanthia strandi |
|              | |